# ティクリート
ティクリート（تكريت、Tikrit）は、チグリス川沿い、バグダードの北西140kmの位置にあるイラクの都市。スンニー・トライアングルの一角をなす。人口約25万人。

## 概要

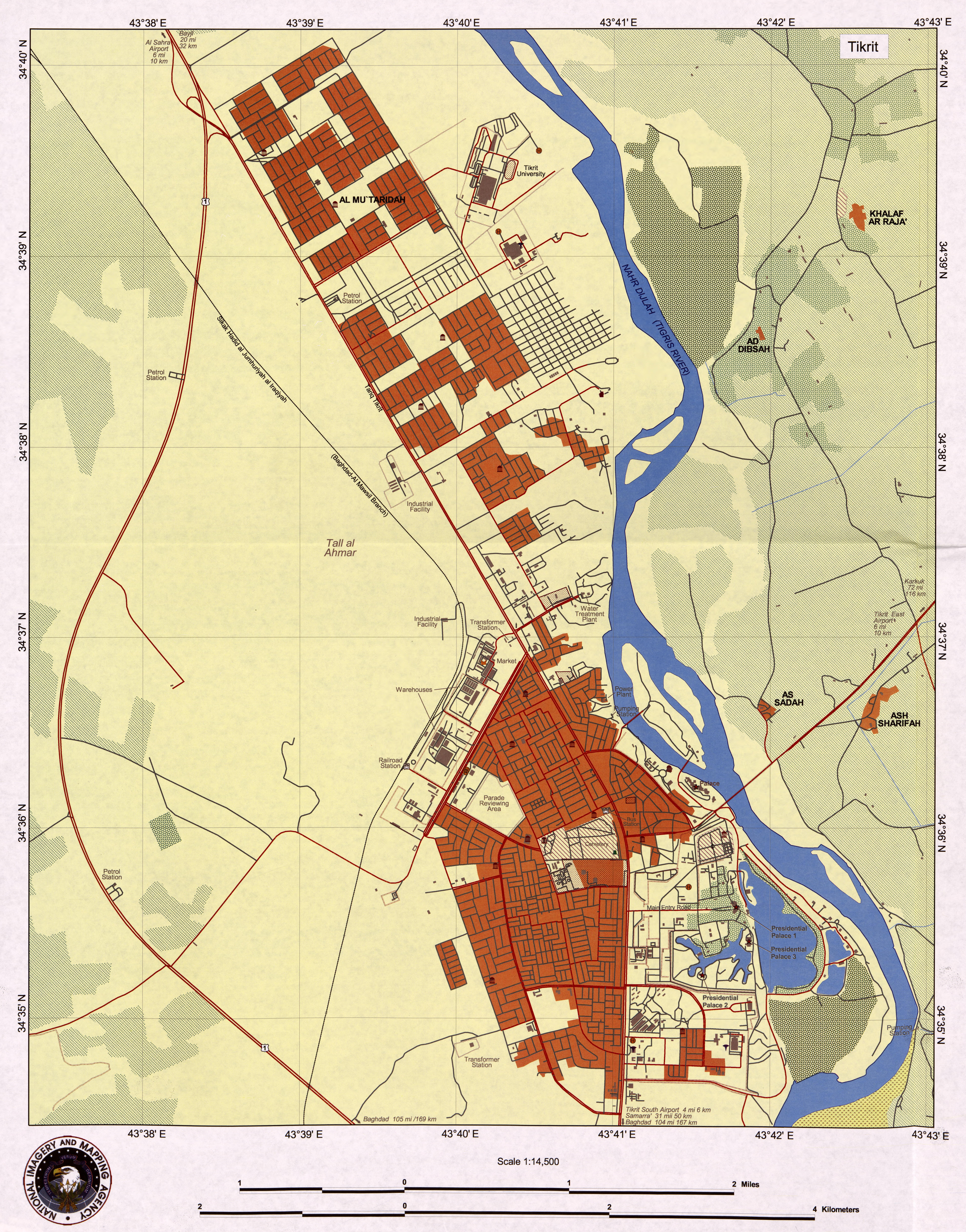
ティクリートの市街（2004年）

2002年にサラーフッディーン県の県都になる。イラク元大統領サッダーム・フセインの出生地であることで有名。フセイン政権時代には有力政治家や文武高官の多くがティクリート出身者から抜擢され、市内には大統領宮殿やモスク等の施設も建設された。
ティクリートは、改革運動家からエジプトを守り、1187年にエルサレムを奪還したサラーフッディーン（サラディン）の出身地としても知られる。県名もサラーフッディーンの名からつけられた。フセインは、サラーフッディーンと自分をよく比較した。

## 歴史

### イラク戦争
2003年のイラク戦争で、アメリカ人の多くが、フセインはティクリートに戻り最後の拠点とすると考えた。米軍は空爆を行い、船舶と装甲車を使って2003年4月13日にここを侵攻したが、抵抗はほとんどなかった。ティクリートが米軍の手に落ちたことにより、スタンリー・マクリスタル少将は、「大規模な戦闘が終わったと考えられる」と発言した。2003年12月13日バグダート時間午後8時30分(UTC+3)、サッダーム・フセインは、ティクリートの南15キロメートルにある町ダウルで、米国第4歩兵部隊によって捕らえられた。
2003年11月29日、日本人外交官2名が射殺される。（詳細はイラク日本人外交官射殺事件の項目を参照のこと）

### ISILによる占領
2014年6月11日、過激派組織ISILの侵攻を受け、陥落、その支配下に入った。
2014年7月15日、8月19日にイラク軍はティクリート奪還を目指し攻撃を行ったが、いずれも成功せず、撤退した。
2014年9月3日、アメリカ合衆国に基盤を持つ国際的な人権NGOであるヒューマン・ライツ・ウォッチは、ISILが2014年6月にティクリートを制圧した後に大量処刑を行い、犠牲者数は560〜770人で、ほぼ全員がイラク軍捕虜だったと発表した。

#### 政府軍による奪還
2015年3月2日、イラク政府軍がイスラム教シーア派の武装組織と共同で、ティクリートの奪還に向けた大規模な作戦を開始。ISILが2014年6月にスンニ派が多数を占めるサラーフッディーン県の大部分を支配下に置き、首都バグダッドに迫って以来、最大の軍事作戦となった。AFP通信は部隊の規模を約3万人と伝えている。この作戦には航空機も投入されているが、米国防総省のスティーブン・ウォーレン報道部長は3月2日の会見で、「この作戦で米軍は空爆支援を行っていない」と述べている。一方で隣国イランのイスラム革命防衛隊が無人機やロケット砲、迫撃砲などを投入しており、革命防衛隊の精鋭部隊であるゴドス軍のガーセム・ソレイマーニー司令官がサラーフッディーン県に入り、イラク軍や民兵などの作戦の調整に当たっているとイラクメディアが報じている。
2015年3月11日、イラク政府軍がティクリート市内への侵攻開始。
2015年3月12日、戦況は政府軍に大きく傾く。イラク政府軍が街の75％まで制圧に成功したと報じられ、イラク国会安全保障・防衛委員会のジサーム・副委員長は「政府軍や義勇軍によるティクリート解放作戦は成功に終わった」とし、サラーフッディーン州の安全保障委員会のハズラジ委員長も、「イラク軍は、完全にティクリートを制圧し、この作戦でISILのメンバー多数が死亡、ほか、多数がこの町を退却している」と発言、イラクの国務大臣ハリド・オベイディも「ティクリートの奪還作戦の成功」を明らかにするなどし、ISIL側の指導者バグダディもISIL運営のラジオからのメッセージで、ティクリートでの大敗を認めると共に、ISILのメンバーに対し、士気を失わないために、衛星チャンネルを見ないよう求める状況となった。
2015年3月13日、イラク政府軍はISIL戦闘員の残党数百名を包囲し、ヘリコプターや重火器による攻撃を続けていると報じられた。
2015年3月24日、欧米メディアが、ティクリートの奪還作戦に当たっているイラク軍を支援するため、米国が主導する有志連合がティクリート上空での偵察飛行を3月21日から始めたと報じた。米国はイランとの共同作戦を拒んできたが方針の転換となった。
2015年3月31日、イラク首相ハイダル・アル＝アバーディが、「市中心部に進攻し、『イスラム国』から解放した」とする声明を発表。
2015年6月11日、2014年6月にISILがティクリートを陥落させた際、スペイサー軍事基地に所属していた若い新兵がISIL戦闘員やISIL支持派の武装集団に拉致殺害された「キャンプ・スペイサー虐殺事件」と呼ばれる大量殺害について、イラク人権相のバヤティはバグダッドで記者団に「スペイサーの虐殺による597人の遺体を掘り起こした」と述べた。